# Microdynerus atriceps
Microdynerus atriceps är en stekelart som beskrevs av Morawitz 1895. Microdynerus atriceps ingår i släktet Microdynerus och familjen Eumenidae. Inga underarter finns listade i Catalogue of Life.